# Canton de Toulon-3
Le canton de Toulon-3 est une circonscription électorale française située dans le département du Var et la région Provence-Alpes-Côte d'Azur.

## Géographie
Ce canton est organisé autour de Toulon dans l'arrondissement de Toulon. Son altitude varie de 0 m (Toulon) à 804 m (Le Revest-les-Eaux).

## Histoire
Le canton est créé par la loi du 8 juillet 1901, lors du redécoupage de la ville en quatre cantons. Toulon était auparavant divisée entre les cantons de Toulon-Est et de Toulon-Ouest.
Il a été modifié par le décret du 2 août 1973 créant les cantons de Toulon 5, 6, 7, 8 et 9.
Par décret du 27 février 2014, le nombre de cantons du département est divisé par deux, avec mise en application aux élections départementales de mars 2015. Le canton de Toulon-1 est conservé et voit ses limites territoriales remaniées.

## Représentation

### Conseillers généraux de 1901 à 2015
| Période | Période             | Identité                         | Étiquette                   | Qualité                                                                                 |
| ------- | ------------------- | -------------------------------- | --------------------------- | --------------------------------------------------------------------------------------- |
| 1901    | 1907                | Victor Massebeuf                 | Socialiste                  | Rentier à Toulon Ancien conseiller général du Canton de Toulon-Est                      |
| 1907    | 1913                | Don Marc Colombani               | Candidat anti-collectiviste | Ouvrier du port en retraite, Toulon                                                     |
| 1913    | 1931                | Émile Claude                     | SFIO                        | Professeur Maire de Toulon (1919-1929)                                                  |
| 1931    | 1940                | Jacques Boyer (1884-1972)        | URD                         | Industriel Adjoint au maire de Toulon                                                   |
|         |                     |                                  |                             |                                                                                         |
| 1943    | 1945                | Henry Gal                        |                             | Maire de La Valette (1941-1944) Nommé conseiller départemental en 1943                  |
| 1945    | 1958                | Joseph Risterucci (1896-1975)    | SFIO puis UP                | Médecin Adjoint au maire de Toulon (1925-1929) Président du Conseil général (1945-1946) |
| 1958    | 1964                | Maurice Arreckx                  | RI                          | Commerçant Maire de Toulon (1959-1995) Elu en 1964 dans le Canton de Toulon-5           |
| 1964    | 1973                | Jacques Pizard (1914-1997)       | PCF                         | Professeur Conseiller municipal de Toulon Elu en 1973 dans le Canton de Toulon-8        |
| 1973    | 1994                | Jean Vitel                       | DVD puis UDF                | Médecin Adjoint au maire de Toulon Ancien député (1958-1962)                            |
| 1994    | 1996 (invalidation) | Georges Fouque                   | UDF-CDS                     | Conseiller municipal de Toulon                                                          |
| 1996    | 2015                | Philippe Vitel (fils de J.Vitel) | RPR puis UMP                | Chirurgien plasticien Député du Var (2002-2017) Vice-président du Conseil général       |

### Conseillers d'arrondissement (de 1901 à 1940)
| Période                                  | Période      | Identité                      | Étiquette                 | Qualité |
| ---------------------------------------- | ------------ | ----------------------------- | ------------------------- | --- |
| 1901                                     | 1910         | Félix Codur                   | Socialiste                | Garçon coiffeur, Président du Conseil d'arrondissement                                                      |
| 1910                                     | 1919         | Charles Novaro                | Radical anticollectiviste | Fabricant d'eaux gazeuses et entreposeur de bières à Toulon                                                 |
| 1919                                     | 1928         | Frédéric Bagarry (1870-1950)  | SFIO                      | Fondé de pouvoir de perception, Toulon                                                                      |
| 1928                                     | 1936 (décès) | Alexandre Carréga (1879-1936) | SFIO                      | Instituteur, conseiller municipal de Toulon                                                                 |
| Février 1937                             | 1940         | Dominique Lupi (1885-1979)    | SFIO                      | Instituteur puis professeur à Toulon                                                                        |
| 1940                                     |              |                               |                           | Les conseils d'arrondissement ont été suspendus par la loi du 12 octobre 1940 et n'ont jamais été réactivés |
| Les données manquantes sont à compléter. |              |                               |                           | |

### Conseillers départementaux depuis 2015
| Période élective | Période élective | Mandat | Mandat   | Identité          | Nuance | Nuance | Qualité                                                                                     |
| ---------------- | ---------------- | ------ | -------- | ----------------- | ------ | ------ | ------------------------------------------------------------------------------------------- |
| 2015             | 2021             | 2015   | 2021     | Thierry Albertini |        | LR     | Kinésithérapeute Adjoint au maire de La Valette-du-Var puis maire depuis 2018               |
| 2015             | 2021             | 2015   | 2021     | Hélène Audibert   |        | LR     | Adjointe au maire de Toulon Ancienne conseillère générale du Canton de Toulon-7 (2008-2015) |
| 2021             | 2028             | 2021   | en cours | Thierry Albertini |        | LR     | Conseiller sortant                                                                          |
| 2021             | 2028             | 2021   | en cours | Manon Fortias     |        | DVD    | Conseillère municipale de Toulon, conseillère départementale sortante du canton de Toulon-1 |

### Résultats détaillés

#### Élections de mars 2015
À l'issue du 1er tour des élections départementales de 2015, deux binômes sont en ballottage : Thierry Albertini et Hélène Audibert (Union de la Droite, 42,18 %) et Aline Bertrand et Jean Pierre Ponzevera (FN, 35,89 %). Le taux de participation est de 51,08 % (19 847 votants sur 38 851 inscrits) contre 49,77 % au niveau départemental et 50,17 % au niveau national.
Au second tour, Thierry Albertini et Hélène Audibert (Union de la Droite) sont élus avec 61,39 % des suffrages exprimés et un taux de participation de 52,05 % (11 486 voix pour 20 222 votants et 38 851 inscrits).

#### Élections de juin 2021
Le premier tour des élections départementales de 2021 est marqué par un très faible taux de participation (33,26 % au niveau national). Dans le canton de Toulon-3, ce taux de participation est de 36,22 % (14 139 votants sur 39 032 inscrits) contre 33,03 % au niveau départemental. À l'issue de ce premier tour, deux binômes sont en ballottage : Thierry Albertini et Manon Fortias (LR, 45,83 %) et Aline Bertrand et Charles Ciattoni (RN, 31,47 %).
Le second tour des élections est marqué une nouvelle fois par une abstention massive équivalente au premier tour. Les taux de participation sont de 34,36 % au niveau national, 36,4 % dans le département et 39,74 % dans le canton de Toulon-3. Thierry Albertini et Manon Fortias (LR) sont élus avec 65,94 % des suffrages exprimés (9 748 voix pour 15 516 votants et 39 042 inscrits),,. 

## Composition

### Composition de 1973 à 2015

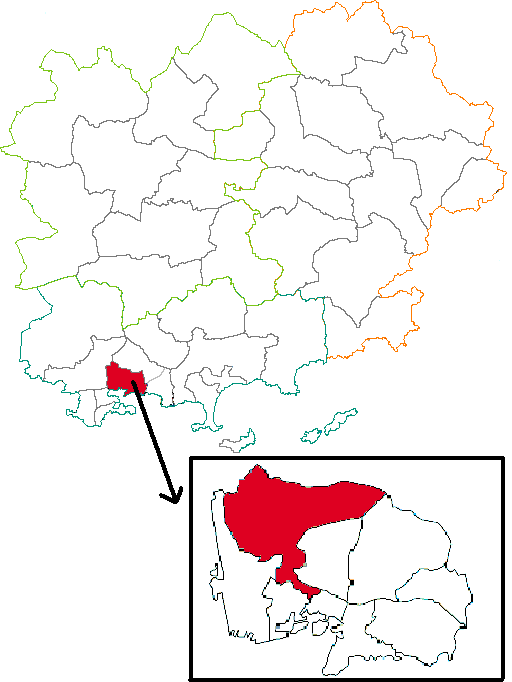
Situation du canton de Toulon-3 dans le Var de 1973 à 2015.

Le canton de Toulon-3 comprenait la portion de territoire de la ville de Toulon déterminée par l'axe des voies ci-après : au Nord, limites des communes d'Evenos et du Revest, à l'Est, ligne idéale partant de la limite avec la commune du Revest aboutissant à l'intersection du boulevard Bianchi et de l'avenue de la Samaritaine, boulevard Azan, avenue des Moulins, avenue du Général-Gouraud, voie ferrée, avenue des Dardanelles, avenue du Maréchal-Lyautey, place Jurien-de-La-Gravière, au Sud, avenue du Maréchal-Foch, avenue du Général-Noguès, place du Maréchal-Lyautey, rue du Roi-René, avenue de l'Élysée, rue Thiers, rue Bossuet, boulevard Flamenq, voie ferrée et, à l'Ouest, chemin du Temple, quai du Commandant-Rivière, chemin du Jonquet, boulevard Bonnier, ligne idéale allant de l'extrémité Est du boulevard Bonnier à l'intersection de l'avenue André-Le Chatelier et de la rue du Commandant-Bernard, de cette intersection à l'Est de la rue Drouet, chemin de La Beaucaire et limite de la commune d'Evenos.

### Composition depuis 2015
Le canton de Toulon-3 est composé de :
1. 2 communes entières,
2. la partie de la commune de Toulon située au nord d'une ligne définie par l'axe des voies et limites suivantes : depuis les limites territoriales des communes d'Ollioules et d'Evenos, ligne droite jusqu'à l'extrémité du chemin des Bonnes-Herbes, ligne droite depuis l'allée du Val-Doux dans le prolongement de l'avenue du Chêne-Vert jusqu'à l'avenue du Chêne-Vert, avenue du Chêne-Vert, ligne droite tracée depuis le chemin de la Majourane jusqu'au cours d'eau, dans le prolongement du cours d'eau, cours d'eau, chemin du Baou-de-Quatro-Ouro, avenue des Fils-Marescot, rue Antoine-Groignard, chemin de Rigoumel, boulevard de l'Ingénieur-Bonnier, chemin du Jonquet, rue Louis-Braille, avenue des Moulins, ligne droite passant au nord du fort Saint-Antoine jusqu'au chemin du Fort-Rouge, route du Faron, impasse Valbourdine, boulevard Bianchi, avenue de Valbourdin, rue Sainte-Rose, rue Amable-Mabily, rue de l'Amiral-Emeriau, rue Adolphe-Bony, avenue de la Victoire-du-8-Mai-1945, rue Alexandre-Borelly, chemin de Ronde, rue Francis-Garnier, corniche Marius-Escartefigue, route du Faron, passage Michel-Berthèle, avenue du Val-Fleuri, avenue de Siblas, boulevard Raynouard, avenue du Vert-Coteau, rue Cap-Aniort, rue du Commandant-Morazzani, ligne de chemin de fer à partir de l'extrémité de la rue du Commandant-Morazzani, boulevard de l'Abbé-Duployé, avenue Joseph-Louis-Ortolan, croisement de la corniche Marius-Escartefigue et prolongement jusqu'à l'ancien chemin de la Valette, ancien chemin de la Valette, jusqu'à la limite territoriale de la commune de La Valette-du-Var.

| Nom                            | Code Insee | Intercommunalité                       | Superficie (km2) | Population (dernière pop. légale)                 | Densité (hab./km2) | Modifier                                    |
| ------------------------------ | ---------- | -------------------------------------- | ---------------- | ------------------------------------------------- | ------------------ | ------------------------------------------- |
| Toulon (bureau centralisateur) | 83137      | Métropole Toulon-Provence-Méditerranée | 42,84            | Fraction : 26 895 (2022) Commune : 180 834 (2022) | 4 221              | modifier les données · modifier les données |
| Le Revest-les-Eaux             | 83103      | Métropole Toulon-Provence-Méditerranée | 24,07            | 4 046 (2022)                                      | 168                | modifier les données · modifier les données |
| La Valette-du-Var              | 83144      | Métropole Toulon-Provence-Méditerranée | 15,50            | 23 660 (2022)                                     | 1 526              | modifier les données · modifier les données |
| Canton de Toulon-3             | 8321       |                                        |                  | 54 601 (2022)                                     |                    | modifier les données                        |

## Démographie

### Démographie avant 2015
| 1962 | 1968 | 1975 | 1982 | 1990   | 1999   | 2006   | 2011   | 2012   |
| ---- | ---- | ---- | ---- | ------ | ------ | ------ | ------ | ------ |
| -    | -    | -    | -    | 25 770 | 26 910 | 27 864 | 27 292 | 27 023 |

### Démographie depuis 2015
En 2022, le canton comptait 54 601 habitants, en évolution de +1,79 % par rapport à 2016 (Var : +4,98 %, France hors Mayotte : +2,11 %).
| 2013   | 2018   | 2022   |
| ------ | ------ | ------ |
| 51 673 | 54 420 | 54 601 |